# مت کاتس
متیو «مت» کاتس (متولد ۱۹۷۲ یا ۱۹۷۳) مهندس نرم‌افزار آمریکایی است. او پیشتر رئیس سابق بخش وب اسپم تیم گوگل بود و پس از ترک این تیم در حال حاضر در تیم کیفیت و مسائل بهینه‌سازی موتور جستجو (سئو) گوگل فعالیت دارد.

## تحصیلات
کاتس تحصیلات متوسطه خود را در مورهد کنتاکی و در دبیرستان رووان به پایان رساند. او لیسانس خود را در رشته علوم کامپیوتر و ریاضی دانشگاه کنتاکی و در سال ۱۹۹۵ تمام کرد و بعد از آن در برای تحصیل در کارشناسی ارشد علوم راهی دانشگاه کالیفرنیا شمالی در تپه چپل شد و توانست در سال ۱۹۹۸ این دوره را به پایان برساند.

## فعالیت حرفه‌ای
کاتس فعالیت‌های حرفه‌ای جستجو و موتورهای جستجو را زمانی که در دانشگاه کارولینای شمالی در چپل هیل مشغول کار بر روی دکترا خود بود آغاز کرد. او در ژانویه ۲۰۰۰ به تیم مهندسان نرم‌افزار گوگل پیوست.
مت کاتس رئیس سازمان خدمات دیجیتال ایالات متحده بعنوان کارشناس نرم افزار گوگل استخدام شد و بعد هم ریس تیم مدریت وب اسپم Webspam  گوگل شد.شهرت مت کاتس به دلیل تحصیلات حرفه ای او نیست بلکه او را بخاطر Safe mode گوگل و مقالات و ویدئو های او درباره الگوریتم های گوگل و کلا نحوه کسب رتبه در گوگل و یا سئو می‌شناسند.
او پیش از کار در گروه جستجوی باکیفیت گوگل با تیم مهندسی تبلیغات و جستجوی امن همکاری داشت. او در این بخش فیلترهای جدید جستجوی گوگل را بنا نهاد و به همین جهت به «مرد کوکی‌های پورن» ملقب شد. او به هر کارمند گوگل که به طور ناخواسته در جستجوهای خود به تصاویر پورنوگرافی برمی‌خورد شیرینی‌های دست‌پخت همسرش را جایزه می‌داد.